# 迪基塞尼鄉
44°14′N 27°32′E / 44.233°N 27.533°E
迪基塞尼鄉（羅馬尼亞語：Comuna Dichiseni, Călărași），是羅馬尼亞的鄉份，位於該國南部，由克勒拉希縣負責管轄，面積94平方公里，海拔高度19米，2007年人口1,719，人口密度每平方公里18人。